# Independent Spirit Awards 2017
La cerimonia di premiazione della 32ª edizione degli Independent Spirit Awards ha avuto luogo il 25 febbraio 2017.
Le candidature sono state rese note il 22 novembre 2016 da Édgar Ramírez e Jenny Slate. La cerimonia di premiazione è stata condotta da Nick Kroll e John Mulaney.

## Vincitori e candidati
I vincitori saranno indicati in grassetto, a seguire gli altri candidati.

### Miglior film
- Moonlight, regia di Barry Jenkins
- American Honey, regia di Andrea Arnold
- Chronic, regia di Michel Franco
- Jackie, regia di Pablo Larraín
- Manchester by the Sea, regia di Kenneth Lonergan

### Miglior regista
- Barry Jenkins – Moonlight
- Andrea Arnold – American Honey
- Pablo Larraín – Jackie
- Kelly Reichardt – Certain Women
- Jeff Nichols – Loving - L'amore deve nascere libero (Loving)

### Miglior sceneggiatura
- Barry Jenkins – Moonlight
- Kenneth Lonergan – Manchester by the Sea
- Mike Mills – Le donne della mia vita (20th Century Women)
- Ira Sachs e Mauricio Zacharias – Little Men
- Taylor Sheridan – Hell or High Water

### Miglior film d'esordio
- The Witch, regia di Robert Eggers
- The Childhood of a Leader - L'infanzia di un capo (The Childhood of a Leader), regia di Brady Corbet
- The Fits, regia di Anna Rose Holmer
- Other People, regia di Chris Kelly
- Swiss Army Man - Un amico multiuso (Swiss Army Man), regia di Dan Kwan e Daniel Scheinert

### Miglior sceneggiatura d'esordio
- Robert Eggers – The Witch
- Chris Kelly – Other People
- Adam Mansbach – Barry
- Stella Meghie – Jean of the Joneses
- Craig Shilowich – Christine

### Miglior attrice protagonista
- Isabelle Huppert – Elle
- Annette Bening – Le donne della mia vita (20th Century Women)
- Sasha Lane – American Honey
- Ruth Negga – Loving - L'amore deve nascere libero (Loving)
- Natalie Portman – Jackie

### Miglior attore protagonista
- Casey Affleck – Manchester by the Sea
- Viggo Mortensen – Captain Fantastic
- Tim Roth – Chronic
- Jesse Plemons – Other People
- David Harewood – Free in Deed

### Miglior attrice non protagonista
- Molly Shannon – Other People
- Edwina Findley – Free in Deed
- Paulina García – Little Men
- Lily Gladstone – Certain Women
- Riley Keough – American Honey

### Miglior attore non protagonista
- Ben Foster – Hell or High Water
- Ralph Fiennes – A Bigger Splash
- Lucas Hedges – Manchester by the Sea
- Shia LaBeouf – American Honey
- Craig Robinson – Morris from America

### Miglior fotografia
- James Laxton – Moonlight
- Ava Berkofsky – Free in Deed
- Lol Crawley – The Childhood of a Leader - L'infanzia di un capo (The Childhood of a Leader)
- Zach Kuperstein – The Eyes of My Mother
- Robbie Ryan – American Honey

### Miglior montaggio
- Joi McMillon e Nat Sanders – Moonlight
- Matthew Hannam – Swiss Army Man - Un amico multiuso (Swiss Army Man)
- Jennifer Lame – Manchester by the Sea
- Jake Roberts – Hell or High Water
- Sebastián Sepúlveda – Jackie

### Miglior documentario
- O.J.: Made in America, regia di Ezra Edelman
- XIII emendamento (13th), regia di Ava DuVernay
- Cameraperson, regia di Kirsten Johnson
- I Am Not Your Negro, regia di Raoul Peck
- Sonita, regia di Rokhsareh Ghaemmaghami
- V paprscích slunce, regia di Vitaliy Manskiy

### Premio John Cassavetes
- Spa Night, regia di Andrew Ahn
- Free in Deed, regia di Jake Mahaffy
- Hunter Gatherer, regia Josh Locy
- Lovesong, regia di So Yong Kim
- Nakom, regia di T.W. Pittman

### Miglior film straniero
- Vi presento Toni Erdmann (Toni Erdmann), regia di Maren Ade (Germania, Romania)
- Aquarius, regia di Kleber Mendonça Filho (Brasile)
- Chevalier, regia di Athina Rachel Tsangari (Grecia)
- I miei giorni più belli (Trois souvenirs de ma jeunesse), regia di Arnaud Desplechin (Francia)
- L'ombra della paura (Under the Shadow), regia di Babak Anvari (Iran, Regno Unito)

### Premio Robert Altman
- Moonlight, regia di Barry Jenkins

### Producers Award
- Jordana Mollick – Hello, My Name Is Doris
- Lisa Kjerulff – The Fits
- Melody C. Roscher e Craig Shilowich – Christine

### Someone to Watch Award
- Anna Rose Holmer – The Fits
- Andrew Ahn – Spa Night
- Claire Carré – Embers
- Ingrid Jungermann – Women Who Kill

### Truer Than Fiction Award
- Nanfu Wang – Hooligan Sparrow
- Kristi Jacobson – Solitary
- Sara Jordenö – Kiki